# Комітет постійних представників
Комітет постійних представників (фр. Comité des représentants permanents, Coreper) — впливове об'єднання глав (послів) і членів постійних представництв країн Європейського Союзу у Брюсселі. Готує засідання Ради міністрів: веде переговори щодо порядку денного Ради (пропозиції та проекти рішень готує Європейська Комісія) і попередньо розглядає питання, чимало з яких Рада лише формально ухвалює.
Комітет постійних представників або Корепер (Coreper, акронім від назви комітету французькою) відіграє ключову роль у системі ухвалювання рішень Спільноти. Він є водночас і форумом для діалогу (між самими представниками і між ними та національними урядами їхніх країн), і органом політичного контролю (керує роботою експертних груп і наглядає за їхньою діяльністю). Комітет фактично розділений на два:
- Корепер I, до складу якого входять заступники постійних представників, та
- Корепер II, який складається з глав постійних представництв.

Ефективність засідань Ради залежить від рівня роботи Комітету.

## Історія Корепер
Паризький договір про заснування ЄОВіС 1951 р., не передбачав створення допоміжного органу при Спеціальній Раді Міністрів ЄОВіС, проте з огляду на складнощі в організації її роботи 7 лютого 1953 р. було створено Координаційний комітет (англ. Coordination Committee (Cocor, Кокор). У 1958 р. із врахуванням позитивного досвіду функціонування Кокор, відповідно до регламенту Ради Європейського Економічного Співтовариства було створено Корепер.
Рішення Ради про створення КОРЕПЕР було підтверджене у тимчасових в Правилах процедури Ради ЄЕС від 18 березня 1958 р. було встановлено, що КОРЕПЕР є відповідальним за підготовку роботи Ради ЄЕС і Ради ЄОВіС і за виконання завдань поставлених перед ним Радою. У 1974 р. у комюніке Паризького саміту ЄЕС було наголошено на необхідності посилення ролі Постійних Представників, а держави-члени були закликані ширше використовувати цей механізм у підготовці своїх позицій з приводу питань і проблем ЄЕС. Договір про заснування Європейського Союзу 1992 р. визначив склад і завдання КОрепер. Амстердамський договір 1997 р. встановив, що Комітет може приймати процедурні рішення у справах, згідно з переліком визначеним Правилами процедури Ради ЄС. Лісабонський договір 2007 р. повторює положення попередніх установчих, щодо Корепер, доповнюючи їх положенням про те, що Корепер може приймати процедурні рішення у випадках визначених Правилами процедури Ради ЄС.

## Структура та порядок функціонування Корепер
КОРЕПЕР складається з Постійних Представників держав-членів — голів національних делегацій, що мешкають і працюють в Брюсселі, яких в разі необхідності заміняють Заступники Постійних Представників. У 1962 р., Комітет було розділено на Корепер І, до складу якого увійшли Заступники Постійних Представників і Корепер II, що складається із Постійних Представників. Корепер II займається загальними та політичними питаннями, а Корепер І вирішує технічні питання.

Очолює Корепер Постійний Представник держави, яка на той момент головує в Раді ЄС. Представникам та Заступникам асистує штат з дипломатів і службовців, який кількість якого може перевищувати 100 осіб. Діяльність Корепер забезпечують близько 160 комітетів та робочих груп.
Засідання відбувається окремо і в рамках Корепер І і в рамках Корепер II. Напередодні засідань відбуваються підготовчі зустріч відповідних робочих груп. Підготовкою засідань Корепер І і Корепер II займаються дві спеціальні робочі групи, які готують порядок денний обох частин: «Група Антічі» (Antici group) створена у 1975 р. за пропозицією тодішнього Голови КОРЕПЕР Паоло Антічі (Італія) та «Група Мертенса» створена у 1993 р. за пропозицією Вінсента Мертенса (Бельгія). 

Засідання Корепер І проходять щотижня, по середах, інколи їх можуть перенести на п'ятницю. Корепер II збирається на свої засідання як правило в четвер. В ті тижні, коли відбувається засідання Ради ЄС. із загальних або із економічних та фінансових питань, Корепер II збирається в середу.

В свою чергу, на власних засіданнях, Рада ЄС оперує двома переліками питань: перелік А — погоджені на рівні Корепер, перелік В — непогоджені

### Робочі мови Корепер
Робочими мовами Корепер є не всі державні мови держав-членів ЄС, а лише 3 з них: французька, англійська і німецька

## Компетенція Корепер
Корепер І наділений повноваженнями займатися питаннями, що стосуються:

• Сільського господарства і рибальства;

• Зайнятості, соціальної політики, здоров'я та захисту прав споживачів;

• Конкурентоздатності;

• Транспорту телекомунікацій і енергетики;

• Охорони довкілля;

• Освіти, молоді і культури.

В свою чергу, Корепер II займається такими категоріями питань, як:
• Загальні справи;

• Закордонні справи;

• Економічні та фінансові справи;

• Юстиція та внутрішні справи.

Цей перелік не є жорстким. В разі потреби він може змінюватися. І кожна з частин КОРЕПЕР може займатися практично будь-якою з цих галузей. Подібне відбувається з огляду на важливість тих чи інших питань або наявне робоче навантаження структур.